# Watertoren (Dirksland)
De watertoren in Dirksland ook wel watertoren van Sommelsdijk op Goeree-Overflakkee, in de Nederlandse provincie Zuid-Holland, werd gebouwd in 1939-1941. De bouw duurde twee jaar lang, dat kwam door de Tweede Wereldoorlog en de strenge winter.
De watertoren heeft een hoogte van 62,50 meter en is ontworpen door architect J. Gerber in de stijl van de Delftse School. Deze toren is lange tijd de hoogste watertoren van Nederland geweest, totdat in 1958 in Emmeloord een watertoren van 65 meter werd gebouwd. De toren heeft een opslagcapaciteit van 575 m³.
In 1944 hebben de Duitsers circa 400 kg springstof aangebracht in de acht buiten- en vier binnenkolommen waarop het reservoir rust. Men had de bedoeling om op 4 mei 1945 de watertoren op te blazen. Dit is echter niet gebeurd, en op 7 mei 1945 heeft men de springstof verwijderd.
In 1993 kreeg de watertoren een nieuw dak.
Van 2007 tot 2009 is de watertoren in gebruik geweest als restaurant. Sindsdien staat de toren leeg.

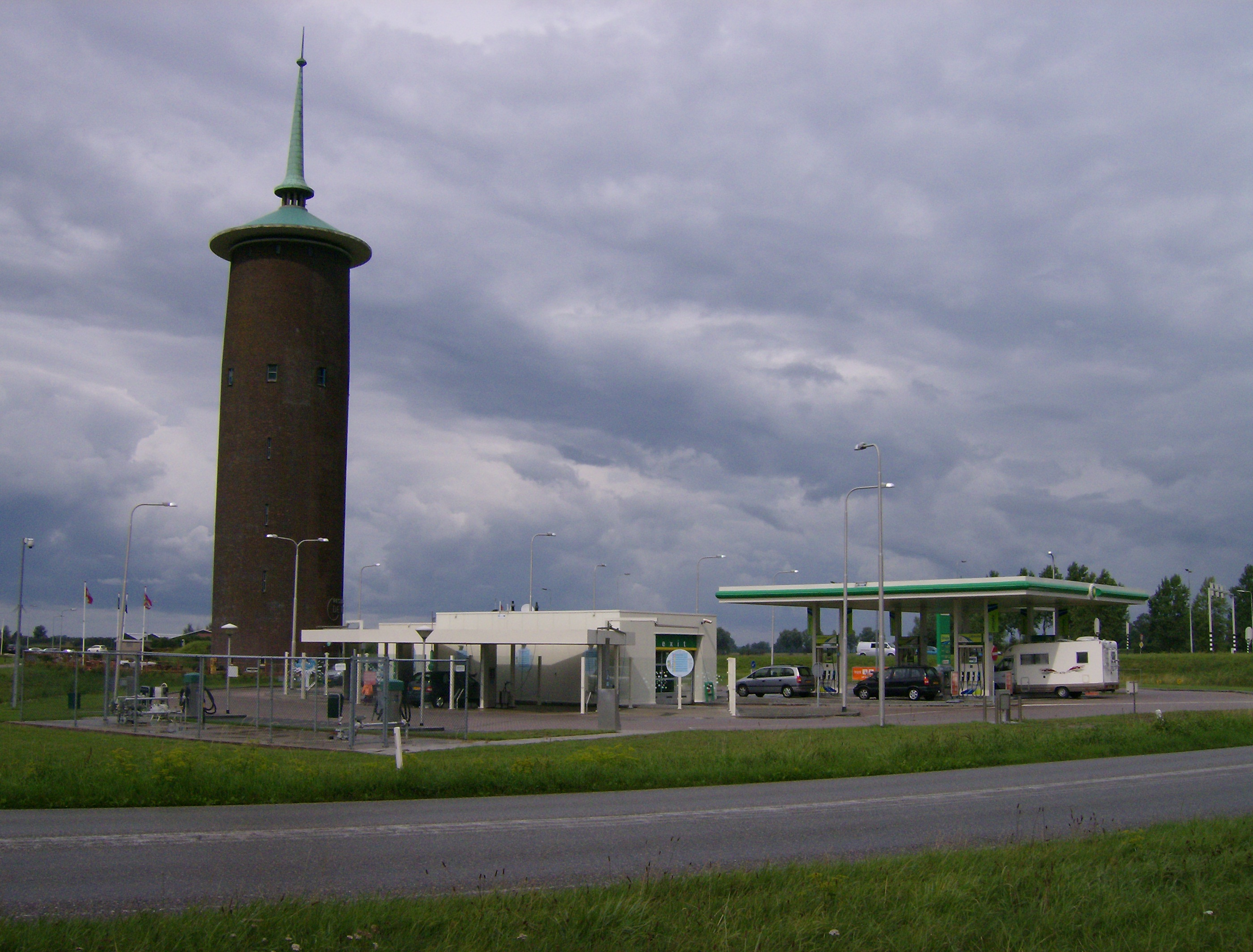
de voormalige watertoren

Alblasserdam ·
Alphen aan den Rijn
(Hoorn ·
Prins Hendrikstraat) ·
Barendrecht ·
Bergambacht ·
Bodegraven ·
Boskoop ·
Boven-Hardinxveld ·
Brielle ·
Delft
(Wateringsevest ·
Stromingslaboratorium ·
Getijmodellaboratorium) ·
Den Haag ·
Dirksland ·
Dordrecht
(Villa Augustus · DuPont) ·
Dubbeldam ·
Gorinchem ·
Gouda ·
's Gravendeel ·
Hazerswoude-Rijndijk ·
Heinenoord ·
Hellevoetsluis ·
Hillegom ·
Hendrik-Ido-Ambacht ·
Katwijk ·
Klaaswaal ·
Krimpen aan de Lek ·
Kwintsheul ·
Leerdam
(1900 ·
1912 ·
1929) ·
Leiden ·
Loosduinen ·
Maassluis ·
Meije ·
Monster ·
Moordrecht ·
Naaldwijk ·
Nieuw-Lekkerland ·
Noordwijk ·
Oud-Beijerland ·
Ouderkerk aan den IJssel ·
Poeldijk ·
Rijsoord ·
Rijswijk
(Jaagpad ·
Sammersweg) ·
Roelofarendsveen ·
Rotterdam
(De Esch ·
Delfshaven ·
IJsselmonde ·
Mallegat ·
Europoort) ·
Sassenheim ·
Schoonhoven ·
Sliedrecht ·
Slikkerveer ·
Strijen ·
Vlaardingen 
(1885 ·
1895 ·
Nieuwe) ·
Voorburg ·
Voorschoten ·
Wassenaar ·
Zoetermeer ·
Zuidzijde ·
Zwijndrecht